# Afonso Manoel
Afonso Manoel Borges Ferreira, mais conhecido como Afonso Manoel (São Luís, 12 de fevereiro de 1956) é um empresário e político brasileiro, filiado ao Solidariedade (SD).  

## Biografia
Ele foi presidente da Associação Comercial do Maranhão (1994–1996). Afonso é casado com Helena Duailibe, que foi deputada estadual e vice-prefeita de São Luís. 
Em 1996, disputou, pelo PSDB, a prefeitura de São Luís, ficando em quarto lugar.  
Disputou o cargo de deputado estadual em 1998 e 2002, não tendo sido eleito.
Em 2006, foi eleito, pelo PSB, deputado estadual com 71.372 votos. Foi reeleito em 2010 com 43.316 votos pelo PMDB.
Em 2011, foi candidato a presidente da Assembleia Legislativa, tendo sido derrotado por Arnaldo Melo.  
Em 2012, foi candidato a vice-prefeito, na chapa de Washington Luiz (PT), que terminou em 4º lugar.
Em 2014, não conseguiu a reeleição para deputado estadual.
Em 2016, foi eleito vereador de São Luís  pelo PRP. Em 2020, disputou a reeleição, mas não obteve êxito.